# Historie zásobování vodou a kanalizace
Historie zásobování vodou a kanalizace je od počátku civilizace spojena s logistickým problémem, jak zajistit čistou vodu a kanalizační systémy. Tam, kde byly vodní zdroje, infrastruktura nebo hygienické systémy nedostatečné, se šířily nemoci a lidé onemocněli nebo předčasně zemřeli.
Velká lidská sídla se zpočátku mohla vyvíjet pouze tam, kde bylo dostatek čerstvé povrchové vody, například v blízkosti řek nebo přírodních pramenů. V průběhu historie lidé vymýšleli systémy, jak snadněji přivádět vodu do obcí a domácností a odvádět (a později i čistit) odpadní vody.
V minulosti se čištění odpadních vod zaměřovalo na odvádění surových odpadních vod do přírodních vodních útvarů, např. do řeky nebo oceánu, kde se ředily a rozptylovaly. Dřívější lidská obydlí byla často stavěna v blízkosti vodních zdrojů. Řeky často sloužily jako hrubá forma přírodní likvidace odpadních vod.
V průběhu tisíciletí se díky technologiím výrazně zvětšily vzdálenosti, na které lze vodu přemisťovat. Kromě toho se zdokonalily procesy úpravy pitné vody a čištění odpadních vod.

## Pravěk

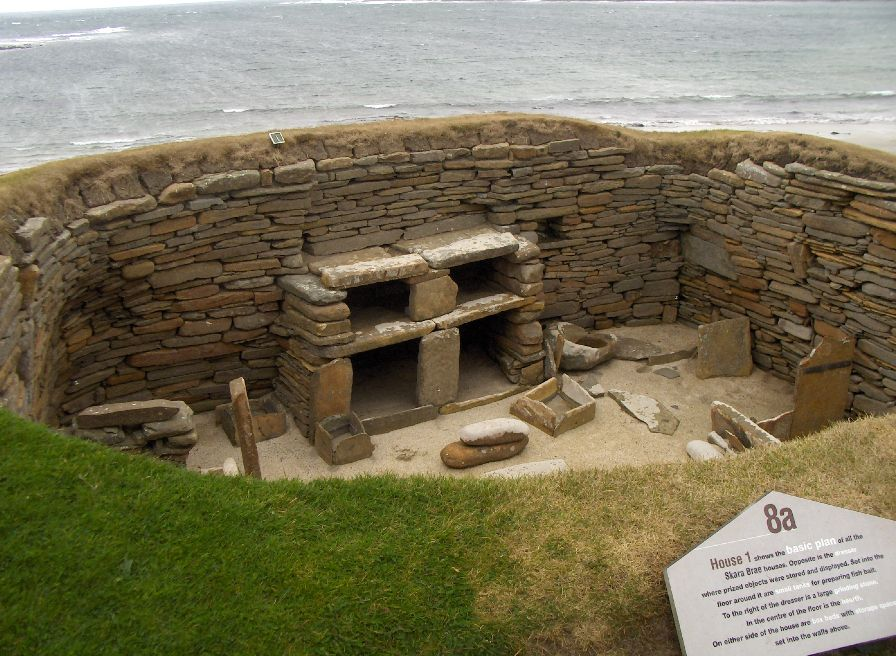
Skara Brae, neolitická vesnice na Orknejích ve Skotsku s vybavením domů včetně záchodů se splachováním, 3180 př. n. l. - 2500 př. n. l.

V neolitu lidé vykopali první stálé studny, z nichž se daly plnit nádoby a ručně je přenášet. Studny vykopané kolem roku 8500 př. n. l. byly nalezeny na Kypru  a 6500 př. n. l. v Jezre'elském údolí. Velikost lidských sídel byla do značné míry závislá na dostupnosti vody v okolí.
Zdá se, že primitivní vnitřní, kůrou stromů obložený, dvoukanálový, kamenný systém na čerstvou a odpadní vodu se nacházel v domech ve Skara Brae a v osadě Barnhouse z doby kolem roku 3000 př. n. l., spolu s buňkovitou enklávou v řadě domů ve Skara Brae, o níž se předpokládá, že mohla fungovat jako raná vnitřní latrína.

### Opětovné využití odpadních vod
Opětovné využívání odpadních vod je prastará praxe, která se používá od úsvitu lidských dějin a souvisí s rozvojem kanalizačních služeb. Opětovné využívání nečištěných komunálních odpadních vod se praktikuje již po mnoho staletí s cílem odvést lidský odpad mimo městská sídla. Stejně tak je starým a běžným postupem aplikace domovních odpadních vod na zemědělskou půdu.
Odpadní vody z domácností se používaly k zavlažování v prehistorických civilizacích (např. v Mezopotámii, poříčí Indu a v Minóji) již od doby bronzové (cca 3200-1100 př. n. l.). Poté byly odpadní vody využívány k likvidaci, zavlažování a hnojení helénskými civilizacemi a později Římany v okolí měst (např. Atény a Řím).

## Doba bronzová a raná doba železná

### Starověká Amerika

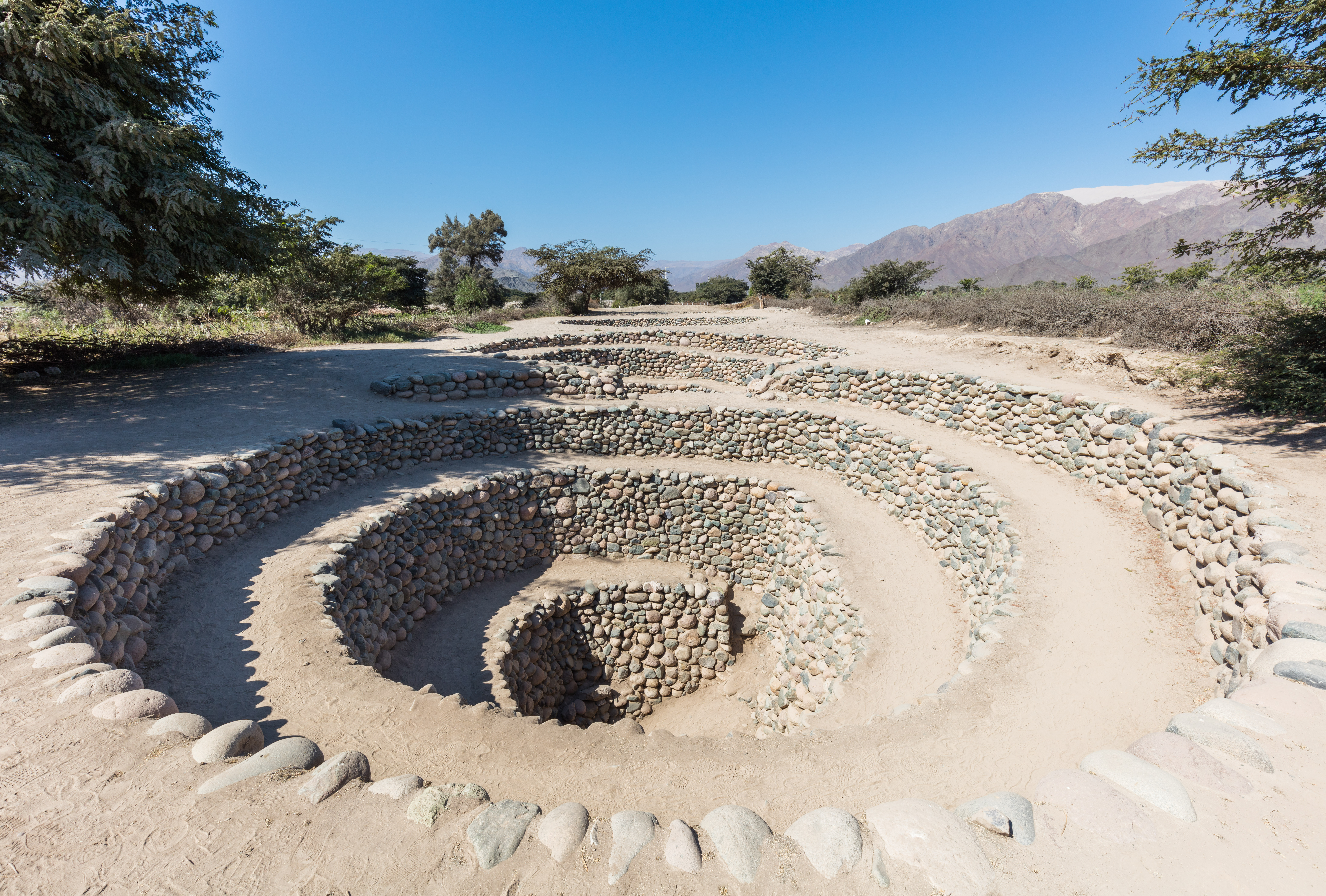
Puquios jsou systémy podzemních akvaduktů, které umožňují přepravu vody na velké vzdálenosti v horkém a suchém podnebí, aniž by se velká část vody ztratila odpařováním. Nacházejí se v pobřežních pouštích jižního Peru, zejména v oblasti Nazca, a v severním Chile.

Ve starověkém Peru používali lidé z kmene Nazca systém vzájemně propojených studní a podzemních vodních toků známých jako puquios.

### Starověký Orient (Starověký Přední východ)
Viz také Kanát

#### Mezopotámie
Mezopotámci zavedli hliněné kanalizační trubky kolem roku 4000 př. n. l., přičemž nejstarší příklady byly nalezeny v Belově chrámu v Nippuru a v Ešnuně, které sloužily k odvádění odpadních vod z míst a zachycování dešťové vody ve studnách. Město Uruk je také dokladem prvních příkladů latrín postavených z cihel z roku 3200 př. n. l. Hliněné roury se později používaly v chetitském městě Chattušaš. Měly snadno oddělitelné a vyměnitelné segmenty a umožňovaly čištění.

#### Starověká Persie
Viz také: Historický hydraulický systém Šuštar a Kanát
První kanalizační systémy v rámci pravěkého Íránu byly vybudovány poblíž města Zabol. Perské kanáty a ab anbary byly využívány k zásobování vodou a chlazení.

#### Starověký Egypt
Cca 2400 let př. n. l. byla objevena Sahureova pyramida a přilehlý chrámový komplex v Abúsíru se sítí měděných kanalizačních trubek.

### Starověká východní Asie

#### Starověká Čína

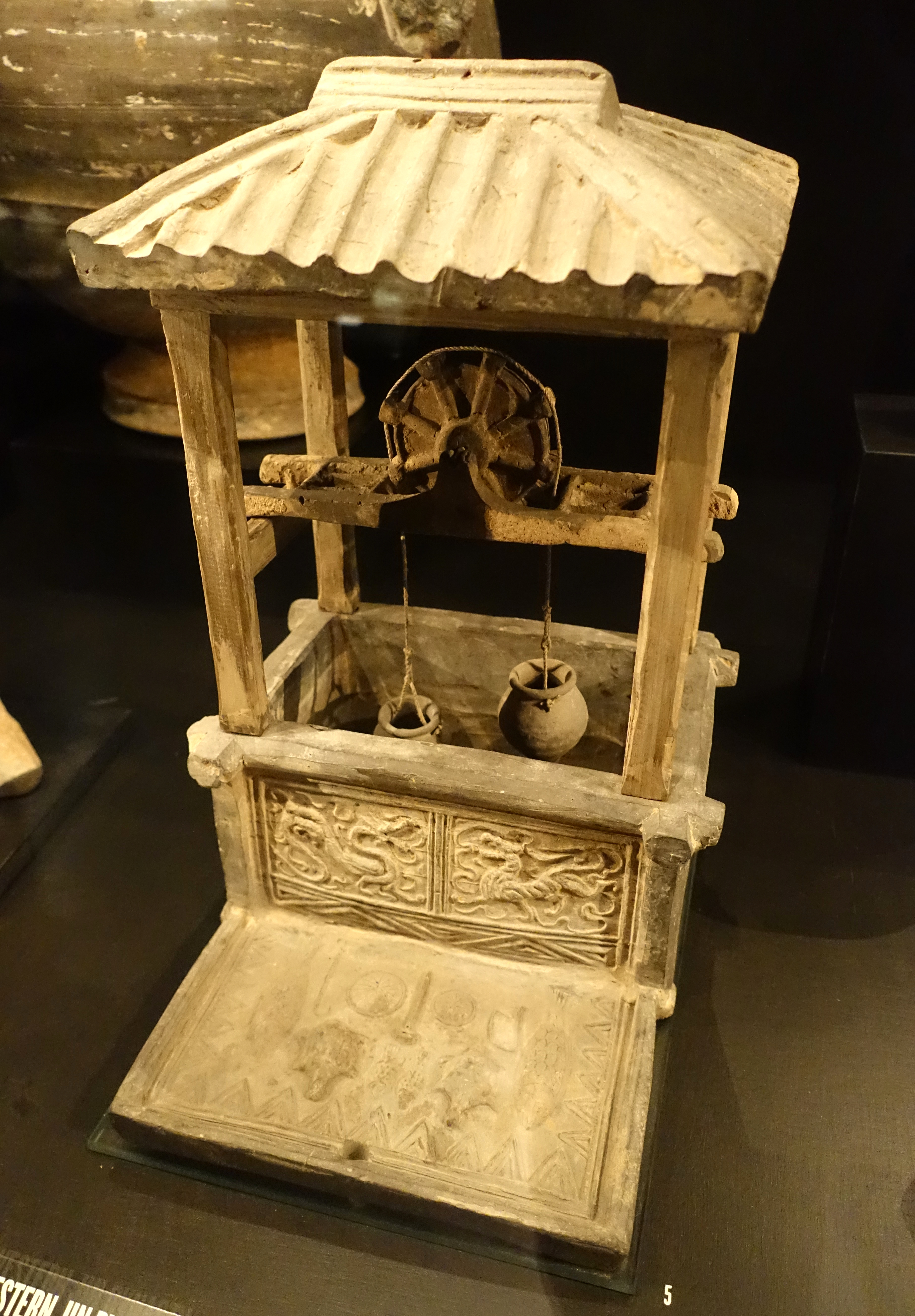
Čínský keramický model studny se systémem vodních kladek z hrobky z období dynastie Chan (202 př. n. l. - 220 n. l.).

Čínský text Kniha proměn, původně věštecký text dynastie Západní Čou (1046-771 př. n. l.), obsahuje záznam popisující, jak staří Číňané udržovali své studny a chránili své zdroje vody.  Předpokládá se, že studna vykopávaná na vykopávkách v Hemedu byla postavena v neolitu. Studna byla tvořena čtyřmi řadami klád, k nimž byl v horní části studny připevněn čtvercový rám. Předpokládá se také, že šedesát dalších kachlových studní jihozápadně od Pekingu bylo vybudováno kolem roku 600 př. n. l. za účelem pití a zavlažování. Je známo, že vodovodní potrubí se ve východní Asii používalo také od dob čínských dynastií Čchin a Chan.

### Kultura poříčí Indu (Harappská kultura)

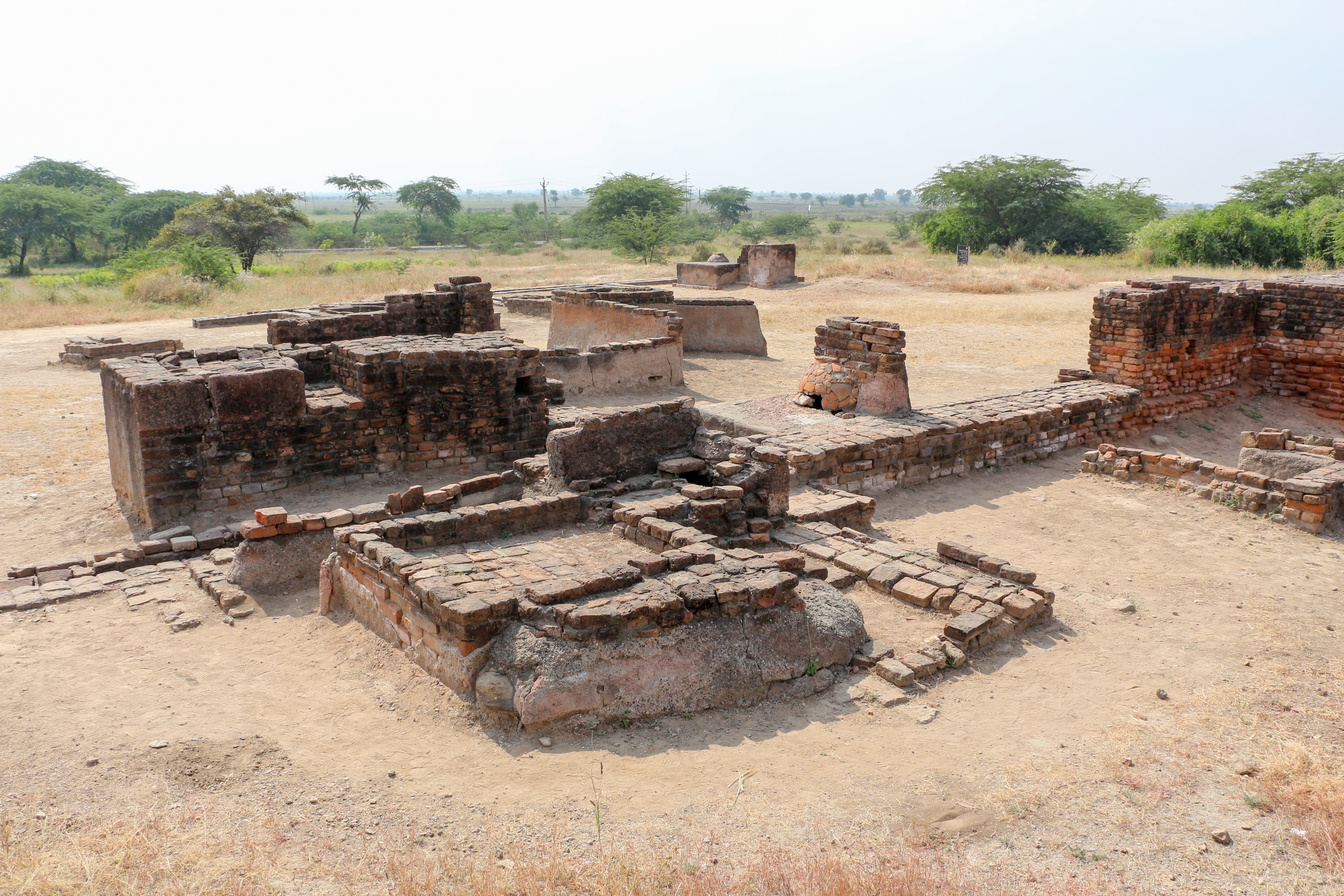
Stavba koupelny a záchodu v domě panovníka na akropoli v Lothalu asi 2350 př. n. l.

Civilizace v údolí Indu (Harappská kultura) v Asii dokládá rané doklady o veřejném zásobování vodou a kanalizaci. Systém, který Indové vyvinuli a spravovali, zahrnoval řadu pokročilých prvků. Výjimečným příkladem je indické město Lóthal (asi 2350-1810 př. n. l.). V Lóthalu měl dům vládce vlastní soukromou plošinu na koupání a latrínu, která byla napojena na otevřenou pouliční kanalizaci, jež ústila do městského přístavu. Řada dalších domů na akropoli měla koupací plošiny z pálených cihel, které odtékaly do kryté cihlové stoky držené pohromadě sádrovou maltou, která vedla do vsakovací jímky za hradbami města, zatímco v dolní části města byly k dispozici vsakovací nádoby (velké zakopané urny s otvorem ve dně pro odtok tekutin), které se pravidelně vyprazdňovaly a čistily. Voda byla ve městě dodávána ze dvou studní, jedné na akropoli a druhé na okraji přístavu.
Součástí městských oblastí civilizace poříčí Indu byly veřejné i soukromé lázně. Odpadní vody byly odváděny podzemní kanalizací vybudovanou z přesně kladených cihel a byl vytvořen důmyslný vodohospodářský systém s četnými nádržemi. V kanalizačních systémech byly odtoky z domů napojeny na širší veřejnou kanalizaci. Mnoho budov v Mohendžodáru mělo dvě nebo více podlaží. Voda ze střechy a koupelen v horních patrech byla odváděna uzavřenými terakotovými trubkami nebo otevřenými žlaby, které ústily do uliční kanalizace.

### Starověké Středomoří

#### Starověké Řecko
Starověká řecká civilizace na Krétě, známá jako mínojská civilizace, vybudovala vyspělé podzemní hliněné potrubí pro kanalizaci a zásobování vodou. Jejich hlavní město Knóssos mělo dobře organizovaný vodovodní systém pro přivádění čisté vody, odvádění odpadních vod a dešťové kanalizace pro přepad při přívalových deštích. Lidé si na starověké Krétě, stejně jako ve starém Egyptě a před nimi na místech civilizace indů, budovali splachovací záchody, přičemž zařízení na Krétě mělo pravděpodobně první splachovací zařízení pro nalévání vody, které pochází ze 16. století př. n. l. Tato minojská kanalizační zařízení byla napojena na kamennou kanalizaci, kterou pravidelně splachoval déšť, přitékající sběrným systémem. Kromě důmyslných vodovodních a kanalizačních systémů vymysleli i propracované systémy vytápění. Staří Řekové v Athénách a Malé Asii používali také vnitřní vodovodní systém, který sloužil k tlakovým sprchám. Řecký vynálezce Heron použil tlakové potrubí pro protipožární účely ve městě Alexandrii.

#### Římská říše
Ve starověkém Římě se do Tibery vypouštěla Cloaca Maxima, která byla považována za zázrak techniky. Nad Cloaca Maxima byly postaveny veřejné latríny.
Od římské doby dodávalo vodu do akvaduktů a dalších vodovodních systémů ve velkých městech Evropy a Středního východu zařízení s vodním kolem, známé jako noria.

Pont du Gard, římský akvadukt ve Francii.

V Římské říši existoval vnitřní vodovod, což znamenalo systém akvaduktů a potrubí, které končily v domech a u veřejných studní a fontán, jež mohli lidé používat. Řím a další národy používaly olověné potrubí; ačkoli se běžně předpokládá, že v Římské říši byla příčinou otravy olovem, kombinace tekoucí vody, která nezůstávala dlouho v kontaktu s potrubím, a usazování srážkového kamene ve skutečnosti riziko z olověného potrubí zmírňovala.

## Středověk a raný novověk

### Nepál

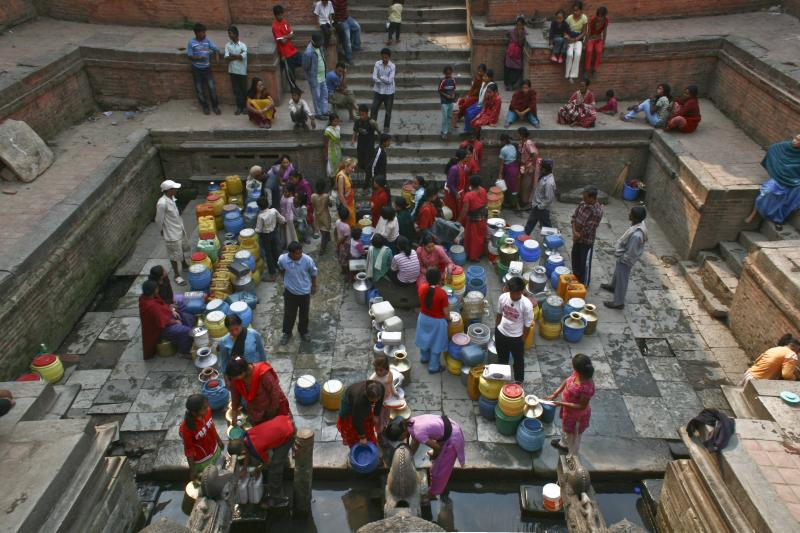
Lidé čekající ve frontě na vodu z Manga Hiti ve městě Patan, Nepál

V Nepálu je stavba vodovodů, jako jsou fontány a studny, považována za zbožný čin.
Systém zásobování pitnou vodou se začal rozvíjet přinejmenším již v roce 550 n. l. Tento systém dhunge dhara nebo hiti se skládá z vytesaných kamenných fontán, jimiž voda nepřerušovaně proudí z podzemních zdrojů. Ty jsou podporovány četnými rybníky a kanály, které tvoří důmyslnou síť vodních ploch, vytvořenou jako zdroj vody v období sucha a pomáhající zmírnit tlak vody způsobený monzunovými dešti. Po zavedení moderních vodovodních systémů, počínaje koncem 19. století, tento starý systém zchátral a některé jeho části jsou navždy ztraceny, nicméně mnoho obyvatel Nepálu se stále denně spoléhá na starý systém hitis.
Z 389 kamenných chrličů nalezených v roce 2010 v údolí Káthmándú jich bylo stále v provozu 233, které sloužily asi 10 % obyvatel Káthmándú. 68 jich vyschlo, 45 zcela zaniklo a 43 bylo napojeno na městský vodovod namísto původního zdroje.

### Islám

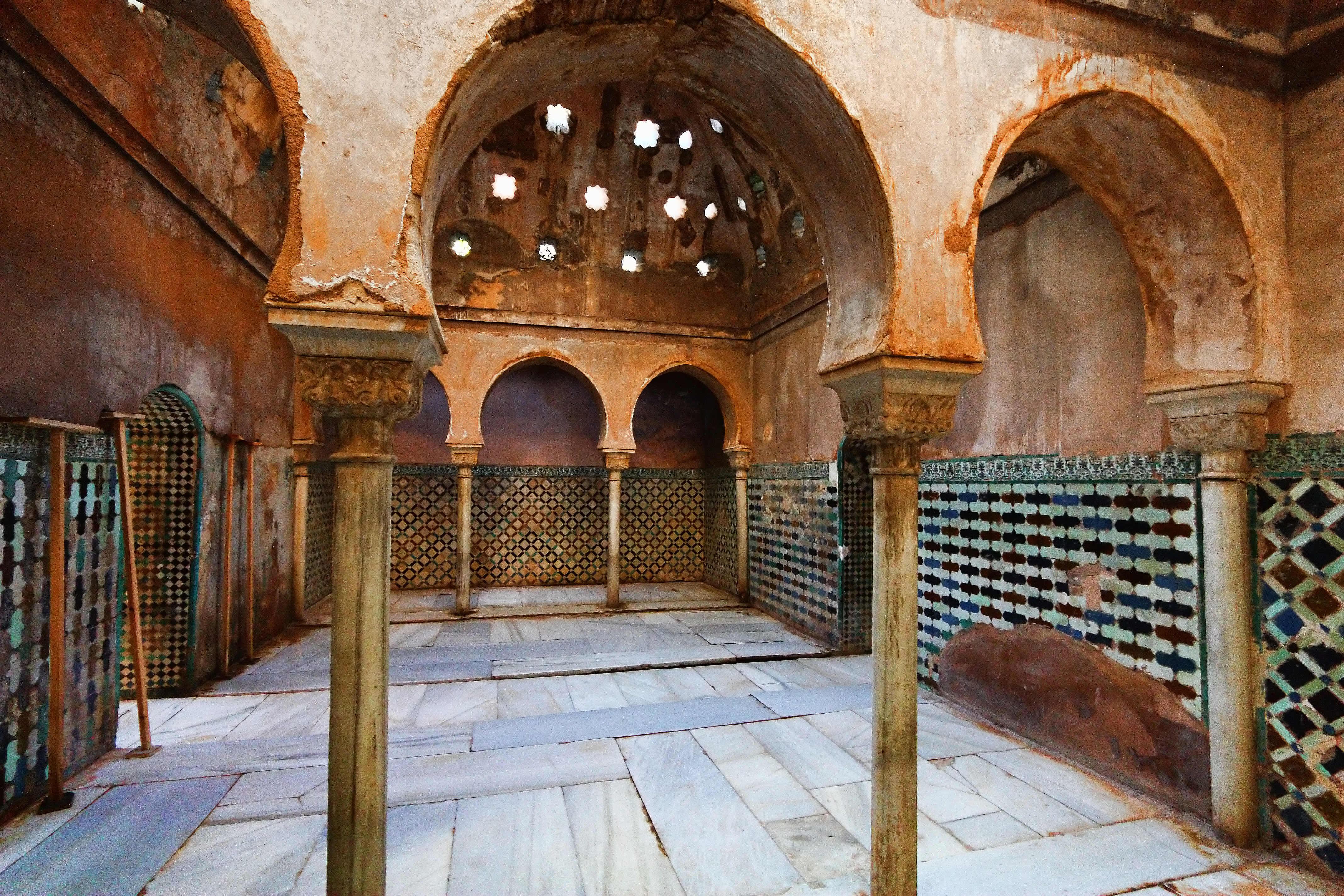
Lázně Comares v Alhambře ve španělské Granadě (14. století)

Islám zdůrazňuje důležitost čistoty a osobní hygieny. Islámská hygienická judikatura, jejíž počátky sahají až do 7. století, obsahuje řadu propracovaných pravidel. Tahára (rituální čistota) zahrnuje provádění wudu (omývání) při pěti denních salách (modlitbách) a také pravidelné provádění ghuslu (koupání), což vedlo k budování lázní po celém islámském světě. Islámská hygiena toalet vyžaduje také umytí vodou po použití toalety, a to kvůli čistotě a minimalizaci bakterií.
V abbásovském chalífátu (8.-13. století) mělo jeho hlavní město Bagdád (Irák) 65 000 lázní spolu s kanalizačním systémem. Města středověkého islámského světa měla vodovodní systémy poháněné hydraulickou technologií, které dodávaly pitnou vodu spolu s mnohem větším množstvím vody pro rituální mytí, především v mešitách a hammamech (lázních). Koupaliště v různých městech hodnotili arabští spisovatelé v cestovních průvodcích. Středověká islámská města jako Bagdád, Córdoba (islámské Španělsko), Fez (Maroko) a Fustát (Egypt) měla také důmyslné systémy likvidace odpadů a kanalizace s propojenými sítěmi stok.

### Středověká Evropa
Křesťanství klade důraz na hygienu. Přestože raně křesťanští duchovní odsuzovali smíšený styl koupání v římských bazénech, stejně jako pohanský zvyk nahých žen koupat se před muži, nebránilo to církvi, aby své stoupence nabádala k návštěvě veřejných lázní, což podle církevních otců, Klementa Alexandrijského a Tertuliána, přispívalo k hygieně a dobrému zdraví. Církev budovala veřejná koupaliště oddělená pro obě pohlaví v blízkosti klášterů a poutních míst; papežové také od raného středověku umisťovali lázně do kostelních bazilik a klášterů.
Navzdory všeobecnému přesvědčení se koupání a hygiena v Evropě neztratily s rozpadem Římské říše. Veřejné lázně byly běžné ve středověkých křesťanských větších městech, jako byla Konstantinopol, Paříž, Regensburg, Řím a Neapol. A velké lázně byly vybudovány v byzantských centrech, jako byla Konstantinopol a Antiochie.

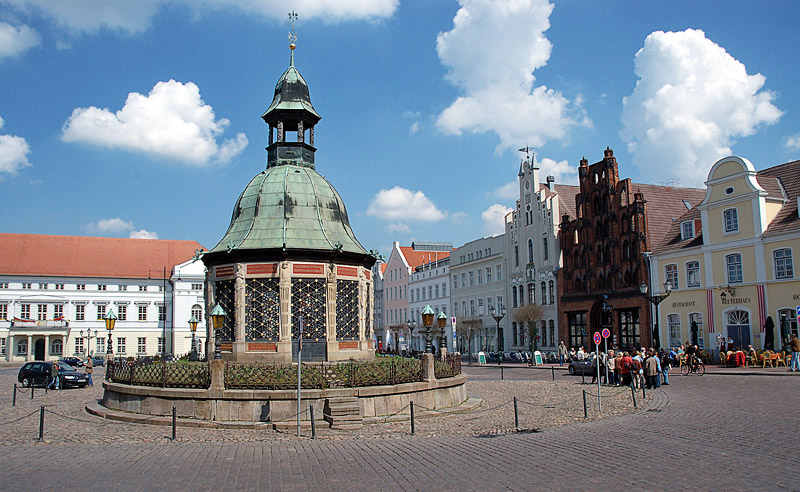
Vodárna (Wasserkunst) a kašna z roku 1602 ve Wismaru, Německo

O jiných hygienických systémech (kromě hygieny ve starověkém Římě) se ve většině Evropy až do vrcholného středověku dochovalo jen málo záznamů. Nehygienické podmínky a přelidnění byly ve středověku rozšířené po celé Evropě a Asii. To mělo za následek pandemie, jako byl Justiniánův mor (541-542) a černá smrt (1347-1351), které zabily desítky milionů lidí.
Ve středověkých evropských městech byly malé přírodní vodní toky sloužící k odvádění odpadních vod nakonec překryty a fungovaly jako kanalizace. Takovým systémem je londýnská řeka Fleet. Středem některých ulic vedly otevřené stoky neboli žlaby pro odtok odpadních vod. Tyto stoky byly známé jako "boudičky" (tj. kanály, kanálky) a v Paříži se jim někdy říkalo "rozdělené ulice", protože odpadní voda tekoucí středem fyzicky rozdělovala ulice na dvě poloviny. První uzavřený kanál postavený v Paříži navrhl Hugues Aubird v roce 1370 na Rue Montmartre (ulice Montmartre) a byl dlouhý 300 metrů. Původním účelem návrhu a výstavby uzavřené kanalizace v Paříži nebylo ani tak nakládání s odpady, jako spíše zadržení zápachu pocházejícího z páchnoucích odpadních vod.

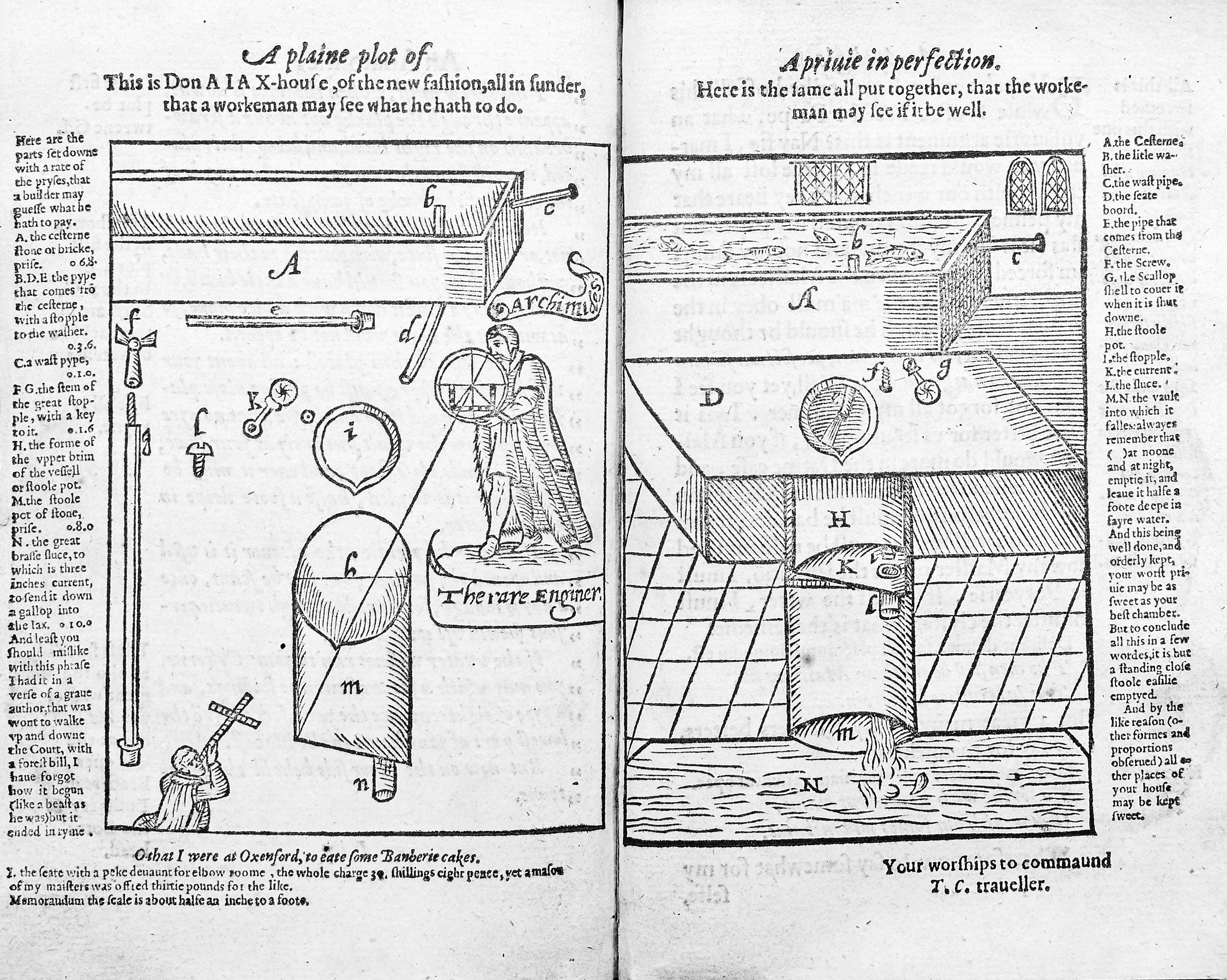
Toaleta Johna Haringtona

V 16. století vynalezl sir John Harington pro královnu Alžbětu I. (svou kmotru) splachovací záchod, který vypouštěl odpad do žumpy.
V Londýně byl obsah městských výlevek každou noc shromažďován pověřenými vozy a odvážen do nitritových ložisek, kde byl ukládán do speciálně navržených půdních vrstev, aby vznikla zemina bohatá na minerální dusičnany. Zemina bohatá na dusičnany se pak dále zpracovávala na výrobu dusičnanu draselného, důležité složky černého prachu, který se podílel na výrobě střelného prachu.

## Moderní doba

### Zásobování vodou
Až do doby osvícenství bylo v zásobování vodou a hygieně dosaženo jen malého pokroku a inženýrské dovednosti Římanů byly v celé Evropě do značné míry opomíjeny. Teprve v 18. století podnítil rychle rostoucí počet obyvatel rozmach zakládání soukromých vodovodních sítí v Londýně.  Infrastruktura londýnského vodovodu se vyvíjela po mnoho staletí od raně středověkých vodovodů přes velké čistírny odpadních vod z 19. století, které byly vybudovány v reakci na hrozbu cholery, až po moderní rozsáhlé vodní nádrže. První šroubovací vodovodní kohoutek byl patentován v roce 1845 firmou Guest and Chrimes, mosaznou slévárnou v Rotherhamu.
První doložené použití pískových filtrů k čištění vody pochází z roku 1804, kdy majitel bělidla ve skotském Paisley John Gibb nainstaloval experimentální filtr a prodával své nechtěné přebytky veřejnosti. První veřejný vodovod s upravenou vodou na světě instaloval inženýr James Simpson pro londýnskou společnost Chelsea Waterworks Company v roce 1829. Praxe úpravy vody se brzy stala běžnou a přednosti tohoto systému se jasně ukázaly poté, co vyšetřování lékaře Johna Snowa během epidemie cholery na Broad Street v roce 1854 prokázalo, jakou roli při šíření epidemie cholery hraje vodovod.

### Kanalizační systém
Významnou událostí bylo vybudování sítě kanalizace pro odvádění odpadních vod. V některých městech, například v Římě, Istanbulu (Konstantinopoli) a Fustatu, fungují starověké kanalizační sítě dodnes jako sběrné systémy pro modernizované kanalizační systémy těchto měst. Namísto do řeky nebo do moře byly trubky přesměrovány do moderních čisticích zařízení.

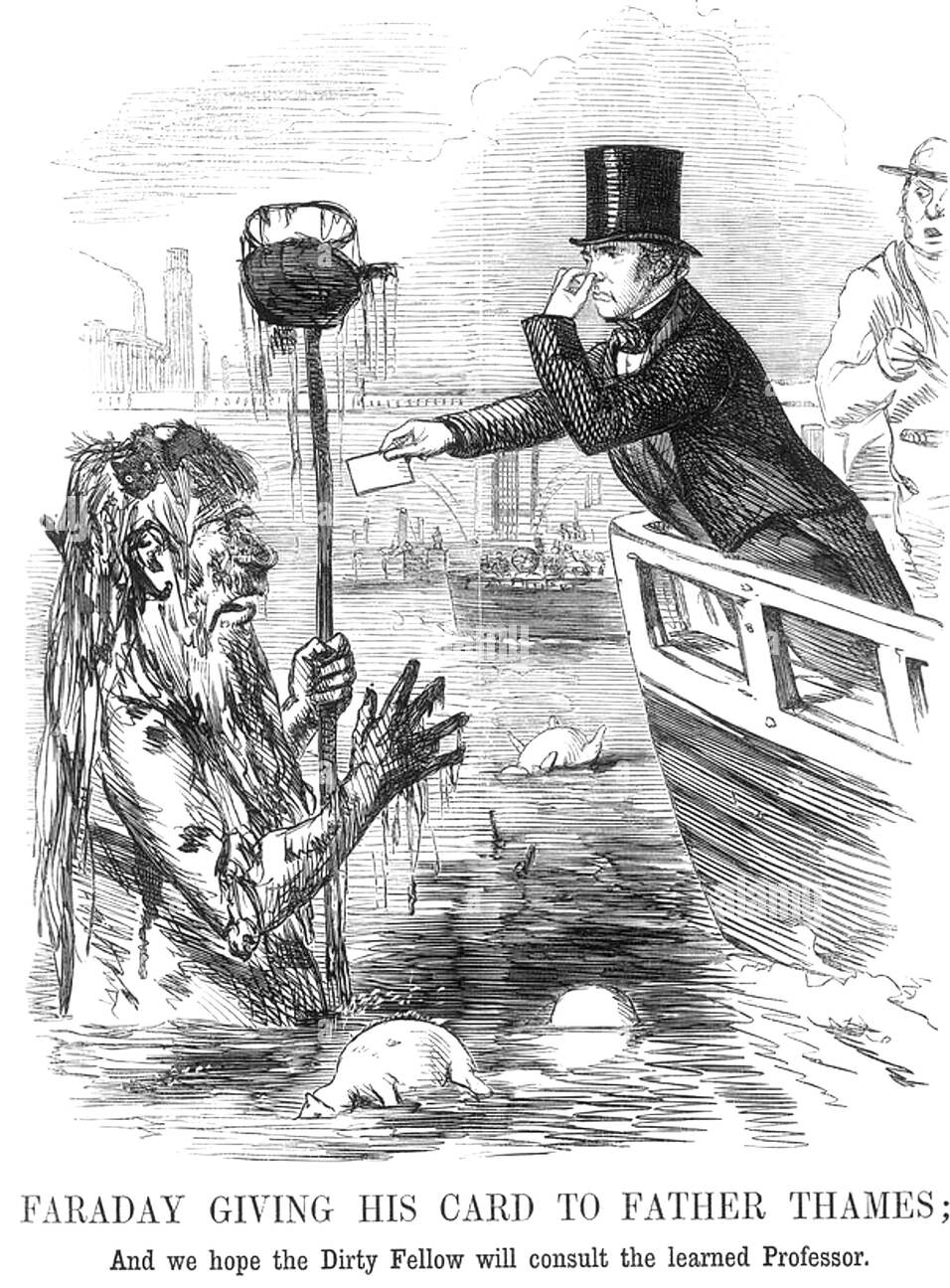
Velký zápach v roce 1858 podnítil výstavbu kanalizace v Londýně. Na této karikatuře v deníku The Times Michael Faraday referuje otci Temže o stavu řeky.

Moderní kanalizační systémy byly poprvé vybudovány v polovině 19. století jako reakce na zhoršení hygienických podmínek způsobené silnou industrializací a urbanizací. K racionalizaci kanalizačních a domovních odvodňovacích systémů přispěl britský stavební inženýr Baldwin Latham, který byl průkopníkem v oblasti sanitárního inženýrství. Vyvinul koncepci oválného kanalizačního potrubí, které usnadňovalo odvádění odpadních vod a zabraňovalo usazování kalů a záplavám. V důsledku kontaminovaného vodovodu vypukly v Londýně v letech 1832, 1849 a 1855 epidemie cholery, na které zemřely desítky tisíc lidí. To spolu s velkým zápachem v roce 1858, kdy se zápach neupraveného lidského odpadu v řece Temži stal přetěžkým, a zprávou o hygienické reformě královského komisaře Edwina Chadwicka vedlo k tomu, že Metropolitní kanalizační komise jmenovala Josepha Bazalgetta, aby vybudoval rozsáhlý podzemní kanalizační systém pro bezpečné odvádění odpadu. V rozporu s Chadwickovým doporučením Bazalgetteův systém, stejně jako další systémy později vybudované v kontinentální Evropě, nepřečerpával odpadní vody na zemědělskou půdu, kde by se používaly jako hnojivo; byly jednoduše odváděny potrubím do přirozeného vodního toku mimo centra osídlení a čerpány zpět do životního prostředí.

### Čištění odpadních vod
Původně gravitační kanalizace odváděla odpadní vody přímo do povrchových vod bez čištění. Později se města snažila odpadní vody před vypouštěním čistit, aby zabránila znečištění vody a nemocem přenášeným vodou. Během půlstoletí kolem roku 1900 se díky těmto zdravotnickým zásahům podařilo výrazně snížit výskyt nemocí přenášených vodou mezi městským obyvatelstvem a byly důležitou příčinou prodloužení průměrné délky života, ke kterému v té době došlo.